# Herrand I. (Wildon)

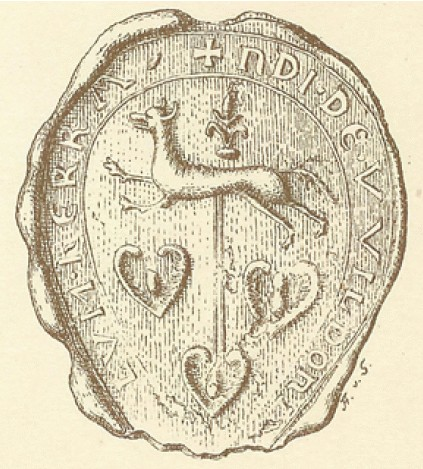

Herrand I. († um 1222) aus der Adelsfamilie der Herren von Wildon war steirischer Ministeriale.

## Leben
Herrand war ein Sohn von Richer von Eferding-Hengist-Riegersburg und einer Tochter des Traiseners Hartnid von Ort-Riegersburg. Er ist 1147 bis 1175 als „von Riegersburg“ belegt und 1174 bis 1222 als „von Wildon“. 1191 wird er als Truchsess des steirischen Herzogs genannt.
Um 1174 entführte er gemeinsam mit Graf Wilhelm III. von Heunburg zwei der Erbtöchter des Hochfreien Liutold von Gutenberg, da dieser mit den Freiern nicht einverstanden war. Diese erfolgreiche Aktion fand unter Gewaltanwendung statt und beide Seiten hatten Tote und Verletzte zu beklagen. Auf Vermittlung von Erzbischof Adalbert erfolgten Versöhnung und Vermählungen und nach dem Tod Liutolds 1189 und dessen Witwe Elisabeth von Peilstein 1210 erbte Herrand Gutenberg mit Weiz und Waldstein.
1197 bis 1215 förderte Herrand den Eintritt des Johanniterordens in die Steiermark: Seine Verwandten Hartnid von Riegersburg und Richer von Wildon hatten ja am Zweiten Kreuzzug (1147–1149) teilgenommen und so wie viele andere Kreuzfahrer bei diesem Ritterorden Herberge und Pflege gefunden, sein Schwiegervater Liutold hatte im Dritten Kreuzzug sein Leben gelassen. So übergab Herrand 1197 dem Orden das Patronatsrecht über die Kirche in Übersbach mit der Zehentberechtigung in neun Dörfern und Weilern: Ubilsbach, Richersdorf, Lintbach, Dietrichsdorf, Hermansdorf, Pirchisvelt, Magirdorf, Radigoysdorf und Erlispach.

## Familie
Herrand war verheiratet mit Gertrud von Gutenberg († vor 1189), Tochter des Hochfreien Liutold III. von Dionysen-Waldstein-Gutenberg und der Elisabeth von Peilstein, Tochter Konrads I. und der Euphemia von Österreich. Kinder:
- Hartnid († vor 1222)
- Richer († vor 1222)
- Leutold I. († 1249)
- Ulrich I. († ~1262)